# Brouwerij De Kroon (Neerijse)
Brouwerij De Kroon is een voormalige brouwerij en tevens ook een nieuwe brouwerij op dezelfde locatie gelegen in de Beekstraat 20 te Neerijse op de hoek met de Schaveystraat. 

## Geschiedenis

### Eerste brouwerij
De brouwerij was actief van 1897 en stopte in de jaren tachtig van de twintigste eeuw. De brouwerij, die stil lag wegens de Eerste Wereldoorlog en opnieuw begon in 1920, breidde uit in 1932. Gedurende de Tweede Wereldoorlog bleef de brouwerij actief. 

### Heropstart
De brouwerij werd gekocht door Freddy Delvaux die de brouwerij heropstartte in 2013. Men brouwt er ondertussen reeds vier bieren. 

## Gebouwen
De site is beschermd sinds 2003 en bestaat uit een centraal plein. Het plein grenst in het oosten over de gehele lengte aan de straat. De andere zijden zijn ingenomen door gebouwen. In het noorden staan stallen en een garage. Ten westen staat de brouwerij met brouwzaal en stokkageruimtes en gistingszaal. In het zuiden staan lokalen waarin burelen, kelders en technische ruimtes waren onder gebracht. 
Grote delen van de technische installatie zijn bewaard gebleven. Deze dateren van net na de Eerste Wereldoorlog en van het interbellum vooral gesitueerd rond de uitbreiding in 1932. Het betreft onder andere een roerkuip, compressor (Phoenix),  bottelmachine (Vandergeeten) en lekbak. Bij de opname in de Inventaris van het onroerend erfgoed was ook een vrachtwagen Opel Blitz uit 1955 en een bierkar van circa 1920 aanwezig. Op het plein bevinden zich nog een oude manuele benzinepomp en een klok.

## Bieren

### Oude brouwerij
- Leuvensch Bier
- Neerijsche Lux

### Nieuwe brouwerij
- Delvaux
- Super Kroon
- Job